# Levent Kırca
Levent Kırca (IPA: /levent kɯɾdʒa/; Samsun, 1948 - 2015. október 12.) török színész, rendező. Játszott színházban, televízióban és mozifilmekben, rendezett színdarabokat és játékfilmet is. Színészként leginkább komikus szerepeiről ismert.

## Életpályája
Levent Kırca 1948-ban született Samsun városában. Színészként 1964-ben debütált az Ankarai Állami Színház színpadán. Később televíziós sorozatok producereként és egyúttal szereplőjeként vált igazán ismertté.
1978-ban a mozi felé fordult, játszott az Altınşehir (Az arany város) című filmben, ő írta és rendezte a Son (A vég) című filmet és rendezte a Şeytan Bunun Neresinde (Hol van itt a sátán) valamint a 2006-ban bemutatott Reyting Kasabası c. filmeket.
Saját színitársulata van, Hodri Meydan Topluluğu néven. Volt felesége, Oya Başar színésznővel együtt játszottak a társulatban.
Kırca 17 éven keresztül játszott az Olacak O Kadar című televíziós programban, melynek segítségével sok tehetséges fiatal előtt nyitotta meg az utat a színházi pálya felé. 1998-ban, a Török Köztársaság kikiáltásának 75. évfordulóján megkapta a Nemzet Művésze kitüntetést.
A színésznek első feleségétől két fia született, Oğulcan és Özdeş, utóbbi Budapesten él. Második feleségétől, Oyától szintén két gyermeke született, Umut és Ayşe.

## Munkái

### Sorozatok
- Sağlık Olsun
- Ne Olur Olmaz
- Nasreddin Hoca Oyun Treni
- Siz Olsaydınız Ne Yapardınız?
- Bu Oyun Nasıl Oynanmalı?
- Ağa Kızı

### Televíziós programok
- Olacak O Kadar

### Filmek
- Altınşehir (1978)
- N'olacak Şimdi? (1979)
- Mavi Muammer (1985)
- Ölürsün Gülmekten (2000)
- Son (2001)
- Şeytan Bunun Neresinde (2002)
- Kendini Bırak Gitsin (2004)

### Rendezései
- Son (2001)
- Şeytan Bunun Neresinde (2002)
- Reyting Kasabası